# Kurt Meinel
Kurt Meinel (* 1. Dezember 1898 in Steindöbra; † 27. Oktober  1973) war ein deutscher Sportpädagoge und  Bewegungswissenschaftler.

## Leben
Nach dem Besuch der Volksschule (1905 bis 1913) besuchte er vier Jahre lang ein Lehrerseminar und arbeitete von 1917 bis 1922 im Vogtland als Hilfslehrer. Er absolvierte zwischen 1922 und 1927 an der Universität Leipzig ein Studium in den Fächern Philosophie, Geschichte, Geografie und Turnen (Körpererziehung). 1925 legte er die staatliche Turnlehrerprüfung und 1927 die Abschlussprüfung für das höhere Lehramt ab. Von 1925 bis 1927 war er als Turnlehrer an einer Leipziger Schule tätig. Meinel schrieb eine Dissertation zum Thema „Otto Leonhard Heubner. Sein Leben, seine turngeschichtliche und politische Bedeutung“ und erlangte 1928 den akademischen Grad des Doktors.
1927 und 1928 war Meinel am Pädagogischen Institut der Universität Leipzig als wissenschaftlicher Assistent tätig, 1928 wurde er an das Pädagogische Institut für Lehrerbildung in Leipzig berufen, an dem er als Dozent, insbesondere in der Leibeserziehung lehrte.
1940 wurde Meinel zum Militärdienst eingezogen. Nach dem Ende des Zweiten Weltkrieges war er bis 1947 als Landarbeiter tätig. 1948 wurde er am Volksbildungsamt Leipzig als Lehrbeauftragter beschäftigt, ab 1950 war Meinel als Lehrer an der Deutschen Hochschule für Körperkultur (DHfK) in Leipzig.
1952 trat er an der DHfK eine Professorenstelle mit Lehrauftrag an und übernahm die Leitung des Instituts für Körpererziehung, ab 1955 amtierte Meinel als Leiter des Instituts für Physiologie, Psychologie und Bewegungslehre. Ab 1956 war er Professor mit Lehrstuhl für das Fach „Theorie der Körpererziehung“ sowie bis zu seiner Emeritierung 1964 Leiter des Instituts für Bewegungslehre.

Meinels vornehmliche wissenschaftliche Leistung ist die Begründung einer pädagogisch orientierten Bewegungslehre. Sein im Jahr 1960 erschienenes Buch „Bewegungslehre. Versuch einer Theorie der sportlichen Bewegung unter pädagogischem Aspekt“ gilt als „Klassiker der deutschen Sportwissenschaft“ und wurde in den folgenden Jahrzehnten unter anderem von seinem Schüler Günter Schnabel in mehreren Auflagen überarbeitet. In einem Aufsatz in der Publikationsreihe „Leipziger sportwissenschaftliche Beiträge“ anlässlich Meinels 100. Geburtstages wurde dessen wissenschaftliche Arbeit vor allem hinsichtlich „Bildung und Erziehung, Gesundheitserhaltung und Leistungssteigerung“ und die „Systematik und Geschlossenheit seiner pädagogischen Arbeit bis heute als sportwissenschaftlich sehr wichtig“ eingestuft.
Aber rückschauend auf eine 40jährige Tätigkeit als Hochschullehrer und 50jährige Arbeit als Sportpädagoge ist bleibend für mich die Freude über eine größere Zahl von Schülern und Schülerinnen, denen meine Arbeit Wege für die Weiterarbeit eröffnen half. Für den Pädagogen gibt es keinen schöneren Lohn, keine tiefere Befriedigung, als daß er sich in der Arbeit und Denkungsweise seiner Schüler wiedererkennt und in dieser Arbeit weiterlebt.  Kurt Meinel, 1968
1998 wurde erstmals der Kurt-Meinel-Preis für herausragende Leistungen des wissenschaftlichen Nachwuchses vergeben.